# Carlos Fidalgo
Carlos Fidalgo (Queluz, 16 maggio 1987) è un pallavolista portoghese.
Ha fatto parte della nazionale di pallavolo maschile del Portogallo.